# Zwickelbier
 (mars 2016).
Si vous disposez d'ouvrages ou d'articles de référence ou si vous connaissez des sites web de qualité traitant du thème abordé ici, merci de compléter l'article en donnant les références utiles à sa vérifiabilité et en les liant à la section « Notes et références ».

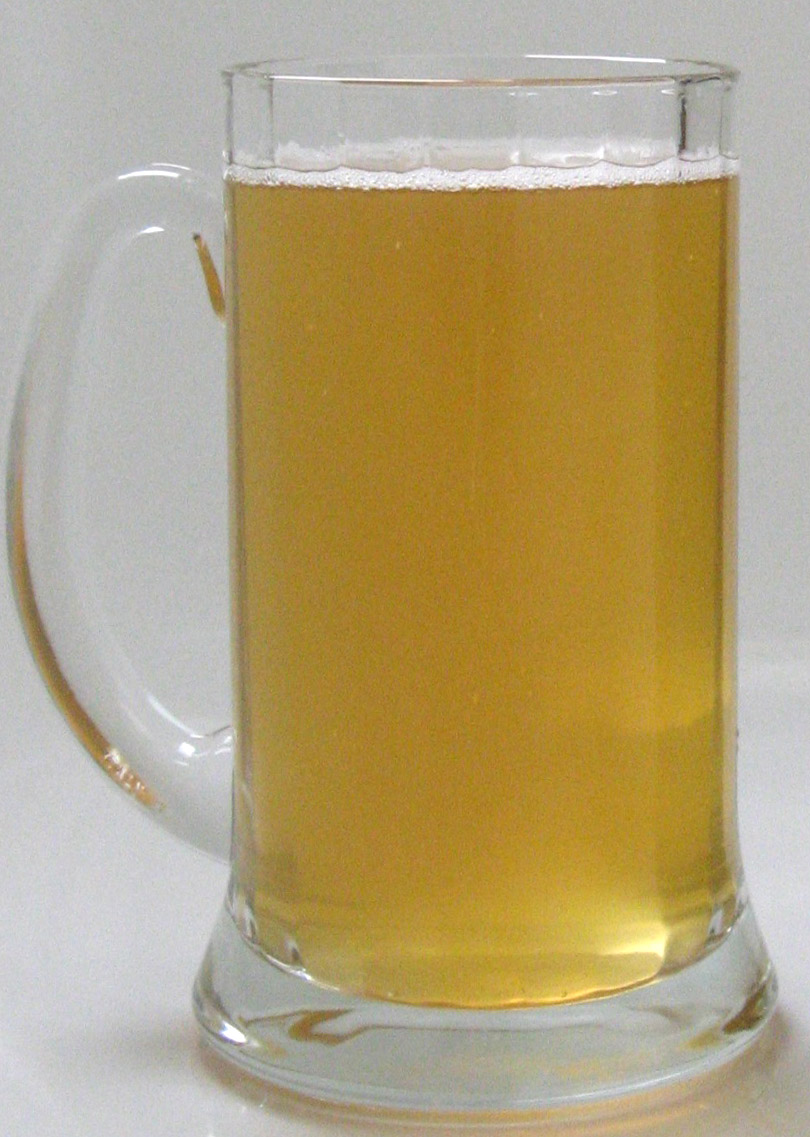
Kellerbier

La Zwickelbier ou Kellerbier ou Zoigl est une bière de fermentation basse ni filtrée ni pasteurisée, comprenant environ 5 % d'alcool selon les brasseries. C'est une variété effervescente de Kellerbier, moins forte et moins amère. Son nom provient du robinet monté sur une cuve de brassage permettant d'en tester la qualité.
La Zwickelbier est originaire de Franconie en Bavière. Aujourd'hui, elle est brassée dans différentes régions de l'Allemagne, de l'Autriche et de la Suisse alémanique, entre autres à Montjoie en Rhénanie-du-Nord-Westphalie.
C'est une lager artisanale ni filtrée ni pasteurisée au fort arôme de houblon et à la teneur en alcool autour de 5 %. Elle a généralement une couleur ambrée due à l'addition de malt caramélisé. Elle est peu effervescente et n'a guère de mousse car elle est vieillie en fût de bois non fermés, autorisant le gaz carbonique issu de la fermentation à s'échapper. On la sert généralement directement du fût au bock en céramique.

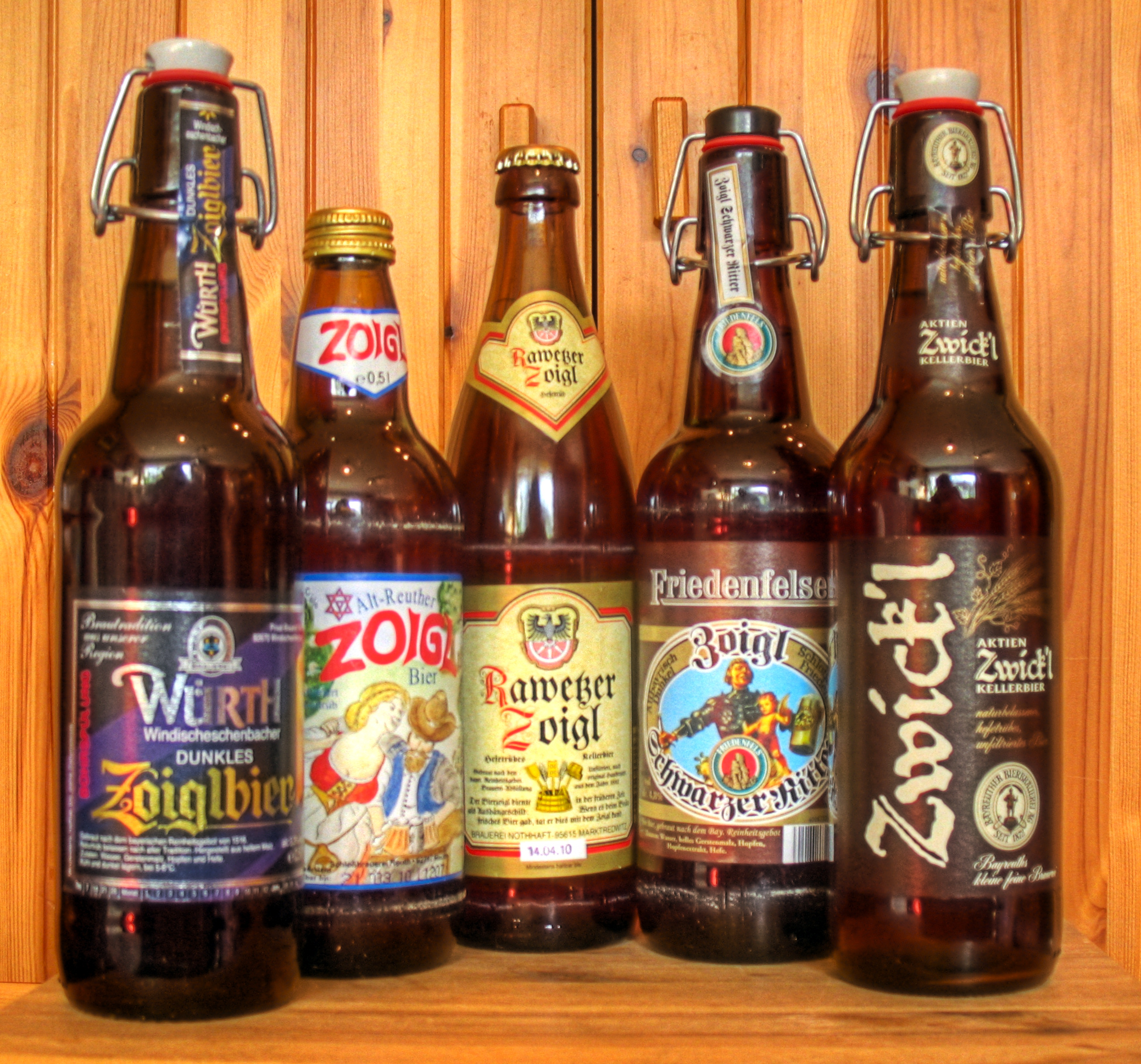
Zoigl de diverses marques

La Zoigl est une variante dans laquelle la bière en fût est additionnée d'herbes aromatiques puis embouteillée. Elle peut être claire (Hell) ou sombre (Dunkel).

## Brassage
Les ingrédients nécessaires au brassage de la Zwickelbier comprennent:
- eau
- malt
- houblon

Après un temps de maturation relativement court, la bière est commercialisée sans filtrage, ce qui lui donne un aspect trouble. Ainsi, elle est riche en vitamines (surtout B12), protéines et levure. Du fait de sa faible teneur en houblon, la Zwickelbier ne se conserve pas aussi longtemps que les autres bières, mais elle gagne en mousse.